# Dyscia raunaria
Dyscia raunaria là một loài bướm đêm trong họ Geometridae.